# Gerald Finzi
Gerald Raphael Finzi (Londres, 14 de juliol de 1901 - Oxford, 27 de setembre de 1956) fou un compositor britànic de la primera meitat del segle xx.
La seva imatge popular és la d'un pastoralista líric, cosa que va fer que la seva música semblés passada de moda fins i tot en el transcurs de la seva vida. En el seu cas no es pot parlar d'experimentació i encara menys de modernitat, però tenia una veu pròpia, personal, recognoscible en els seus cicles de cançons i obres corals, en la que demostra una perfecta comunió entre paraula i música, resultat del seu gran coneixement de la literatura anglesa. Obres com el Concert de violoncel i les Intimations of Immortality el mostren com a alguna cosa més que un miniaturista. La seva popularitat ha anat en augment des de la seva mort.

## Biografia
Gerald Finzi era fill de John Abraham (Jack) Finzi i Eliza Emma (Lizzie) Leverson. Finzi es va convertir en un dels compositors "anglèsos" més característics de la seva generació. Tot i ser un agnòstic d'ascendència jueva, diverses de les seves obres corals incorporen textos cristians.
El pare de Finzi, un corredor de vaixells d'èxit, va morir quinze dies abans del vuitè aniversari del seu fill. Finzi es va educar en privat. Durant la Primera Guerra Mundial la família es va establir a Harrogate, i Finzi va començar a estudiar música al "Christ Church, High Harrogate", amb Ernest Farrar des de 1915. Farrar, un antic alumne de Stanford, tenia trenta anys i va descriure a Finzi com "molt tímid, però ple de poesia". Finzi el va trobar un professor simpàtic, i la mort de Farrar al front occidental el va afectar profundament. Durant aquests anys de formació, Finzi també va patir la pèrdua dels seus tres germans, adversitats que van contribuir a la desolada visió de la vida de Finzi. Va trobar consol en la poesia de Thomas Traherne i el seu favorit, Thomas Hardy, els poemes dels quals, així com els de Christina Rossetti, va començar a posar música. En la poesia de Hardy, Traherne i, més tard, William Wordsworth, Finzi es va sentir atret pel motiu recurrent de la innocència de la infància corrompida per l'experiència adulta. Des del principi, la major part de la seva música era de to elegíac.
Finzi va ser durant un cert temps vegetarià, però ho va abandonar i va preferir els ous, el peix i de vegades la cansalada o el pollastre.

## 1918–33: Estudis i primeres composicions
Després de la mort de Farrar, Finzi va estudiar en privat a York Minster amb l'organista i mestre de cor Edward Bairstow, un professor estricte en comparació amb Farrar. El 1922, després de cinc anys d'estudis amb Bairstow, Finzi es va traslladar a Painswick a Gloucestershire, on va començar a compondre seriosament. Els seus primers escenaris amb Hardy, i la peça orquestral A Severn Rhapsody, aviat es van interpretar a Londres amb crítiques favorables.
El 1925, a proposta d'Adrian Boult, Finzi va fer un curs de contrapunt amb R. O. Morris i després es va traslladar a Londres, on va fer amistat amb Howard Ferguson i Edmund Rubbra. També es va presentar a Gustav Holst, Arthur Bliss i Ralph Vaughan Williams. Vaughan Williams va obtenir una plaça de professor (1930–1933) per a ell a la Royal Academy of Music.

## 1933–39: Desenvolupament musical
Finzi mai es va sentir com a casa a Londres i, després d'haver-se casat amb l'artista Joyce Black, es va instal·lar amb ella a Aldbourne, Wiltshire, on es va dedicar a la composició i al cultiu de pomes, salvant de l'extinció una sèrie de varietats rares de poma anglesa. També va acumular una gran biblioteca d'uns 3.000 volums de poesia, filosofia i literatura angleses, que ara es conserva a la Universitat de Reading, i una col·lecció (uns 700 volums que inclouen llibres, manuscrits i partitures impreses) de música anglesa del segle xviii, que actualment es conserva. per la Universitat de St Andrews.
Durant la dècada de 1930, Finzi va compondre només algunes obres, però va ser en elles, sobretot la cantata Dies natalis (1939) amb textos de Thomas Traherne, on va desenvolupar el seu estil plenament madur. També va treballar en nom del poeta i compositor Ivor Gurney, que havia estat ingressat en un hospital psiquiàtric. Finzi i la seva dona van catalogar i editar les obres de Gurney per a la seva publicació. També van estudiar i publicar música popular anglesa i música de compositors anglesos més antics com William Boyce, Capel Bond, John Garth, Richard Mudge, John Stanley i Charles Wesley.
L'any 1939, els Finzi es van traslladar a Ashmansworth a Hampshire, on va fundar els "Newbury String Players", una orquestra de cambra amateur que va dirigir fins a la seva mort, recuperant la música de corda del segle xviii, a més de fer estrenes d'obres dels seus contemporanis i oferint joves talentosos. músics com Julian Bream i Kenneth Leighton tenen l'oportunitat d'actuar.

## 1939–56: creixement de la reputació
L'esclat de la Segona Guerra Mundial va retardar la primera interpretació de Dies natalis al Festival dels Tres Cors, un esdeveniment que podria haver establert a Finzi com un gran compositor. Va ser dirigit a treballar al Ministeri de Transport de Guerra i va allotjar refugiats alemanys i txecs a casa seva. Després de la guerra, esdevingué una mica més productiu que abans, escrivint diverses obres corals així com el Concert per a clarinet (1949), potser la seva obra més popular en l'actualitat.
Aleshores, les obres de Finzi s'estaven interpretant amb freqüència al Three Choirs Festival, i en altres llocs. Però aquella felicitat no havia de durar. El 1951 es va assabentar que patia l'aleshores incurable malaltia de Hodgkin i li quedaven deu anys de vida, com a màxim. Els seus sentiments després d'aquesta revelació probablement es reflecteixen en el primer moviment agonitzat del seu Concert per a violoncel (1955), l'última obra important de Finzi. No obstant això, el seu segon moviment, pensat originàriament com un retrat musical de la seva dona, és més serè.
L'any 1956, després d'una excursió prop de Gloucester amb Vaughan Williams, Finzi va desenvolupar herpes zoster, probablement com a resultat de la supressió immune causada per la malaltia de Hodgkin. Les biografies es refereixen a ell que va desenvolupar posteriorment varicel·la, que es va convertir en una "inflamació cerebral greu". Això probablement vol dir que les seves teules es van convertir en teules disseminades, que s'assemblaven a la varicel·la, i es van complicar per l'encefalitis. Va morir poc després, als 55 anys, a la Radcliffe Infirmary d'Oxford, la primera actuació del seu Concert per a violoncel es va donar a la ràdio la nit anterior. Les seves cendres van ser escampades a May Hill prop de Gloucester el 1973.

## Obres
Vegeu tambéLlista de composicions de Gerald Finzi(anglès)
La producció de Finzi inclou nou cicles de cançons, sis d'ells sobre poemes de Thomas Hardy. El primer d'ells, By Footpath and Stile (1922), és per a veu i quartet de corda; els altres, incloent A Young Man's Exhortation i Earth and Air and Rain, per a veu i piano. Entre les seves altres cançons, els escenaris dels poemes de Shakespeare del cicle Let Us Garlands Bring (1942) són els més coneguts. També va escriure música incidental a Love's Labour's Lost (1946) de Shakespeare. Per a veu i orquestra va compondre l'esmentada Dies natalis, i el pacifista Adéu a les armes (1944).
La música coral de Finzi inclou els himnes populars Lo, the full, final sacrifice i God is gone up, així com cançons de parts no acompanyades, però també va escriure obres corals a gran escala com ara Per a Santa Cecília (text de Edmund Blunden), Intimations of Immortality (William Wordsworth) i l'escena nadalenca A terra pax (Robert Bridges i l'Evangeli de Lluc), tots dels darrers deu anys de la seva vida.
El nombre d'obres purament instrumentals de Finzi és reduït, tot i que es va esforçar molt al principi de la seva carrera. Va començar el que es creu que va ser un concert per a piano. Això no es va acabar mai ni es va donar un títol, però després de la seva mort el seu editor va donar noms a dos dels moviments individuals i els va publicar com a obres separades Eclogue i Grand Fantasia and Toccata. Això últim demostra l'admiració de Finzi per Johann Sebastian Bach així com pel compositor suís-nord-americà Ernest Bloch. També va completar un concert per a violí que es va interpretar a Londres sota la batuta de Vaughan Williams, però no va quedar satisfet i va retirar els dos moviments exteriors; el moviment mitjà supervivent s'anomena Introit. Així, aquest concert només va rebre la seva segona interpretació l'any 1999 i el seu primer enregistrament és ara a Chandos. El Concert per a clarinet de Finzi i el seu Concert per a violoncel són possiblement les seves obres instrumentals més famoses i interpretades amb freqüència, amb enregistraments d'aquestes obres fets pel clarinetista John Denman i un jove Yo-Yo Ma.
De les poques obres de cambra de Finzi, només les Cinc Bagatelles per a clarinet i piano, publicades el 1945, han sobreviscut en el repertori habitual. El Preludi i fuga per a trio de corda (1938) és la seva única peça per a conjunt de cambra de corda. Va ser escrit com un homenatge a R O Morris i comparteix l'estat d'ànim auster i melangiós de la música del seu professor.
Finzi va tenir una llarga amistat amb el compositor Howard Ferguson que, a més d'oferir consells sobre les seves obres durant la seva vida, va ajudar amb l'edició de diverses de les obres pòstumes de Finzi.

## Llegat
El fill gran de Finzi, Christopher, es va convertir en director i exponent de la música del seu pare. El fill petit de Finzi, Nigel, era violinista i va treballar estretament amb la seva mare per promocionar la música del seu pare. Gràcies als dos fills i al suport d'altres entusiastes, així com al treball del Finzi Trust i els Finzi Friends, la música de Finzi va gaudir d'un ressorgiment a finals del segle xx, especialment el seu repertori d'orquestra de corda.